# Kozminci
Kozminci – wieś w Słowenii, w gminie Podlehnik. W 2018 roku liczyła 129 mieszkańców.